# Assurbanipal
« Sardanapale » redirige ici. Pour les autres significations, voir Sardanapale.

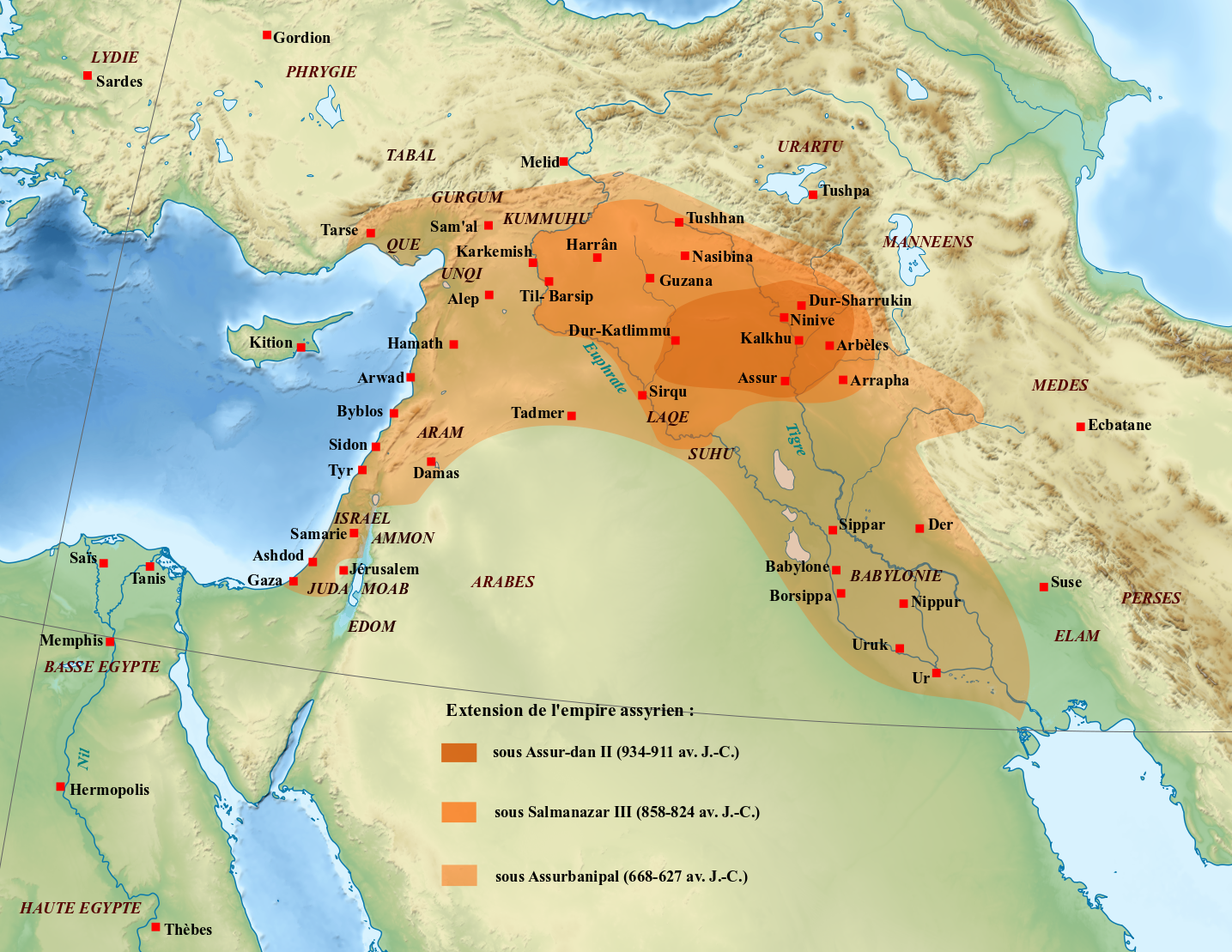
Carte des différentes phases d'expansion de l'empire néo-assyrien, jusqu'à son apogée sous Assurbanipal.

Assurbanipal (aussi Aššurbanipal, Assourbanipal) en akkadien : Aššur-Bāni-Apli, Aschschur-bani-apli ou Assur-bani-apli ce qui signifie « Le Dieu Assour a fait un [autre] fils » ou « Assur est le créateur d'un héritier », en français connu sous le nom de Sardanapale, fut roi d'Assyrie de 669 av. J.-C. à 631 av. J.-C. ou 626 av. J.-C. Il était le fils du roi Assarhaddon et de la reine Esarhemet (ou Ešar-ḫamat), et fut un des derniers grands souverains de l'Assyrie antique. 
La sculpture assyrienne atteignit son apogée sous son règne (palais nord et sud-ouest de Ninive). Pour les Grecs, qui le connaissaient sous le nom de Sardanapal(l)os — d'où la forme latine Sardanapal(l)us et le français Sardanapale —, il était le symbole d'un homme puissant menant une vie luxueuse et dissolue, d'où le sens de « débauché » pris en français par ce terme. D'après certains chercheurs,[Qui ?] As(e)nappar ou Osnapper cité dans la Bible, serait en fait Assurbanipal.[réf. nécessaire]

## Origines et accession au pouvoir

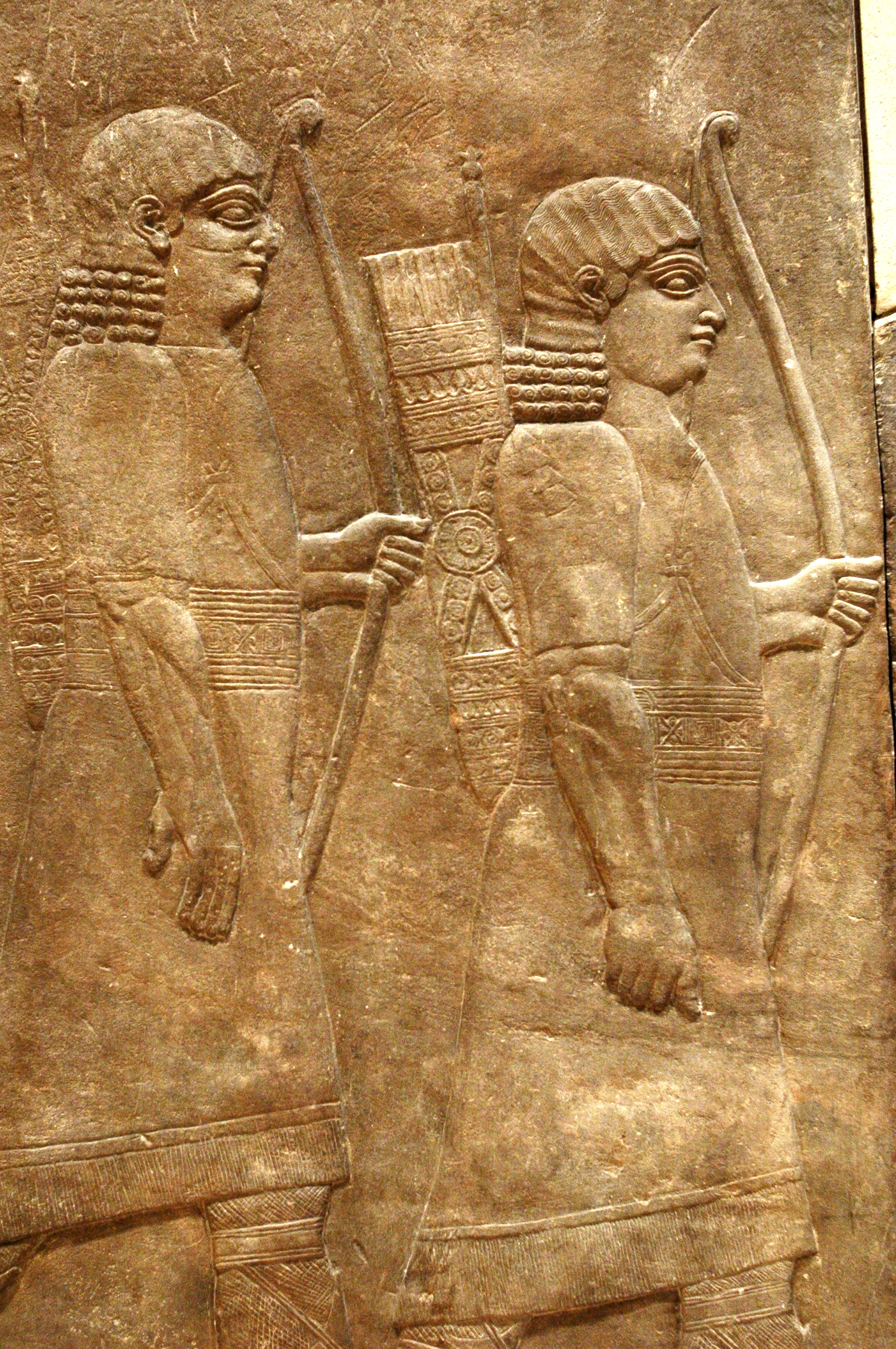
Gardes d'Assurbanipal précédant les porteurs du trône roulant. Bas-relief provenant du palais d'Assurbanipal à Ninive, v. -645

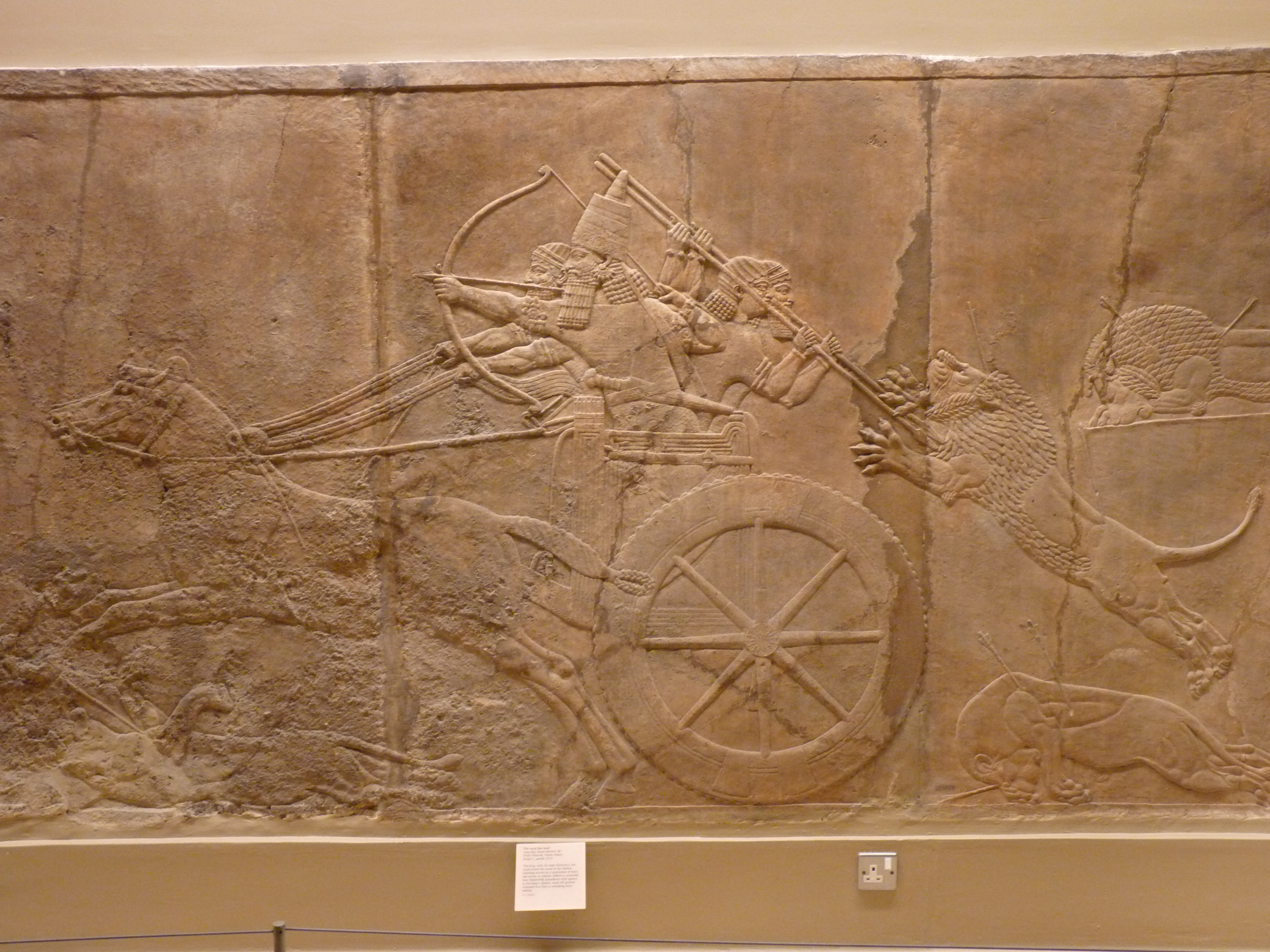
Le roi Assurbanipal chassant le lion bas relief du British museum.

### Désignation comme héritier

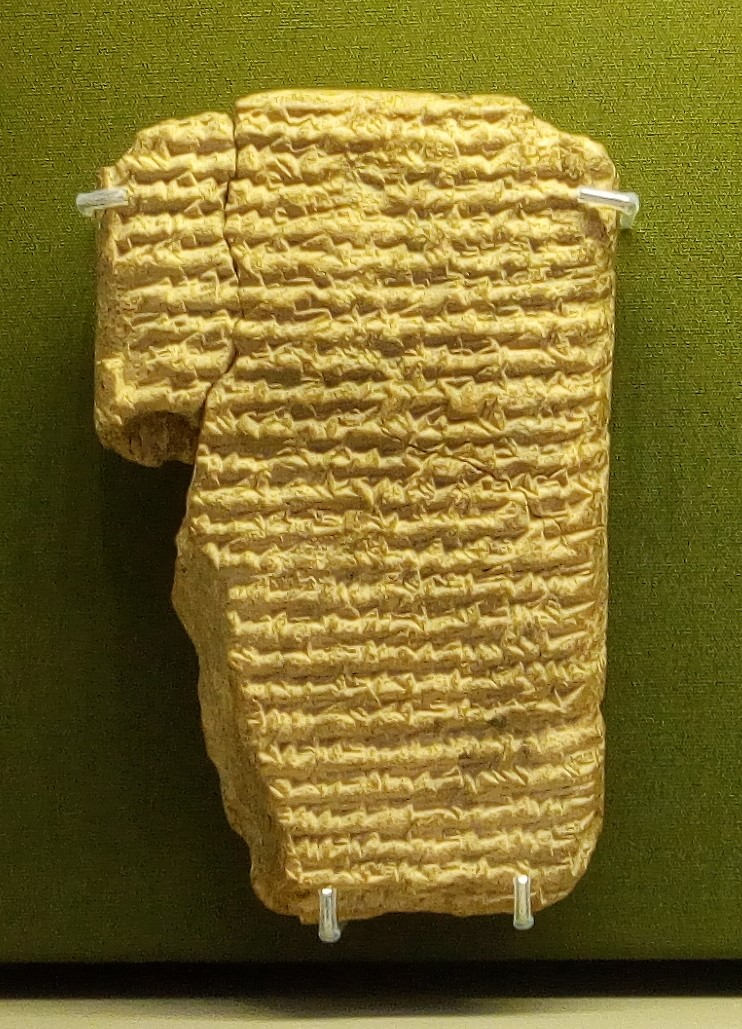
Copie du « serment de Zakutu », 669 av. J.-C., prêté à l'initiative de la reine-mère afin d'assurer la montée sur le trône d'Assurbanipal. British Museum.

En 672, Assarhaddon désigne son fils Assurbanipal comme héritier du trône d'Assyrie,,,. Il réserve le trône de Babylone à un autre fils, Shamash-shum-ukin, demi-frère d'Assurbanipal. Le choix d'Assurbanipal ne fait pas l'unanimité, et en 670, le roi doit réprimer un complot des partisans de Shamash-shum-ukin.

### Éducation et apprentissage
Assurbanipal est le premier roi mésopotamien à se vanter de ses prouesses scolaires. Dans ses inscriptions sur tablettes, il insiste non seulement sur sa formation intellectuelle mais aussi sur sa formation physique et morale.
Des tablettes rendent compte de la nomination de deux de ses précepteurs dont Balasî, auteur de nombreuses lettres et rapports astrologiques en assyrien.
Sa formation comporte un volet scribal qui lui permet de lire et écrire en caractères cunéiformes comme le mentionne les colophons des tablettes de sa collection.

### Prise de pouvoir
En 671, Assarhaddon conquiert le Delta égyptien, l'arrachant à l'autorité de Taharqa, et s'empare de Memphis. Il doit repartir en campagne en 669, car Taharqa a repris la ville et soulevé la région contre l'occupant assyrien. Il meurt au cours de cette campagne.
Assurbanipal lui succède sur le trône d'Assyrie vers 667-668, tandis que son frère Shamash-shaim-Ukin hérite du trône de Babylone. La cour et les prêtres lui étant hostiles, il doit trouver des appuis chez les grands du royaume, en particulier celui de sa grand-mère Naqi'a-Zakutu, veuve de Sennachérib et mère d'Assarhaddon.

## Campagnes militaires

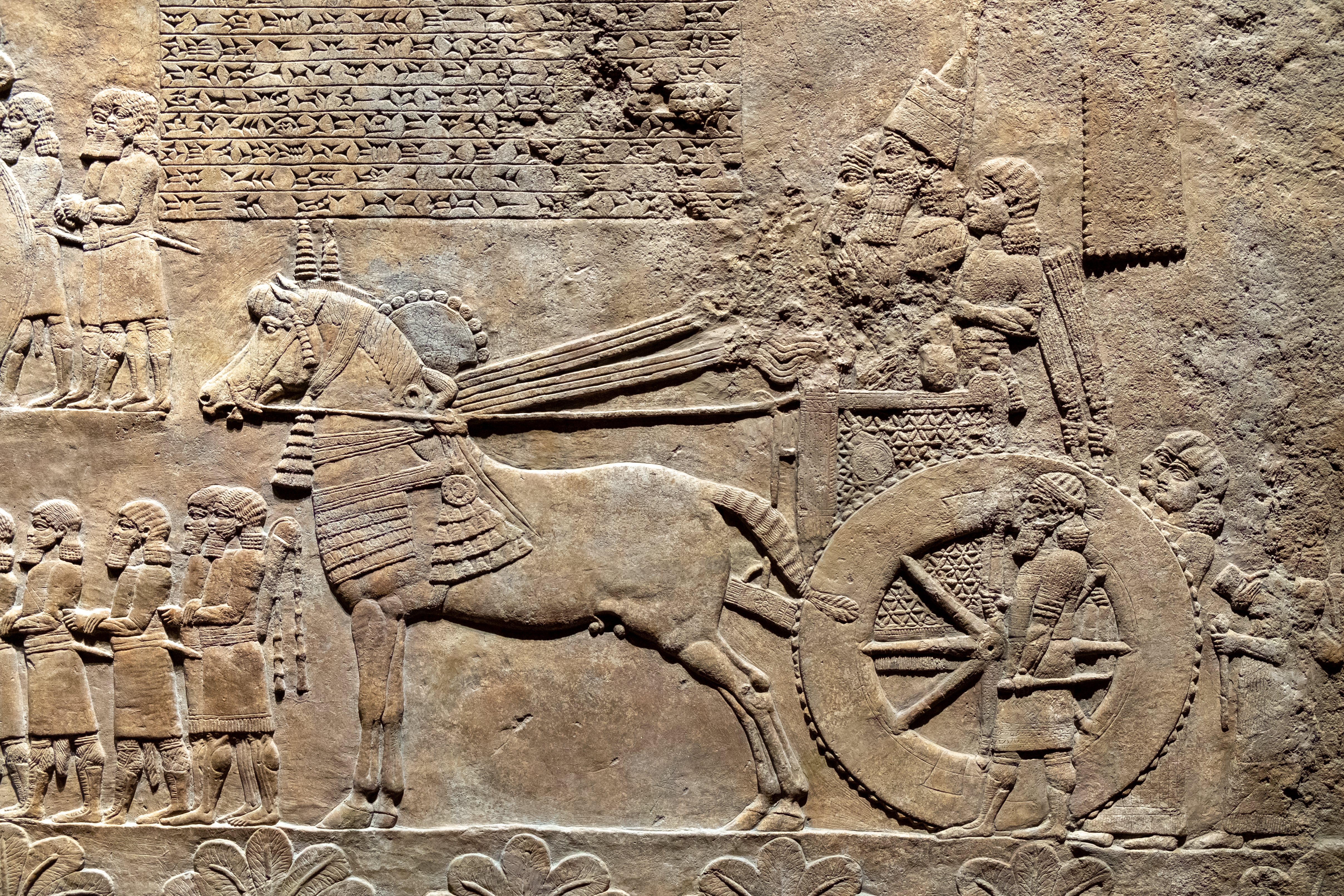
Ashurbanipal inspecte le butin et les prisonniers de Babylone, 645-640 av. J.-C., British Museum, Londres.

Le règne d'Assurbanipal, comme celui de la plupart des rois assyriens, est marqué par des guerres incessantes. Il fait notamment la guerre à son frère Shamash-shum-ukin, alors roi de Babylone, et conquiert ainsi la Chaldée et détruit Babylone. Il règne d'une main de fer, en écrasant les insurrections égyptiennes : il détruit définitivement la ville égyptienne de Thèbes en 663 av. J.-C., poursuivant les conquêtes de son père. Au cours de sa sixième campagne, il soumet Élam, dont la capitale Suse est ultérieurement mise à sac au cours de la huitième campagne. La Phénicie, l'Arménie et une grande partie de l'Arabie sont également conquises.

## Fin de règne
La date de fin du règne d'Assurbanipal n'est pas connue avec certitude : la dernière tablette qui mentionne son nom est un contrat privé de Nippur datant de 631 av. J.-C., la trente-huitième année de son règne. D'autres textes mentionnent un règne de quarante-deux années, prenant donc fin en 627-626 av. J.-C.

## Un roi lettré

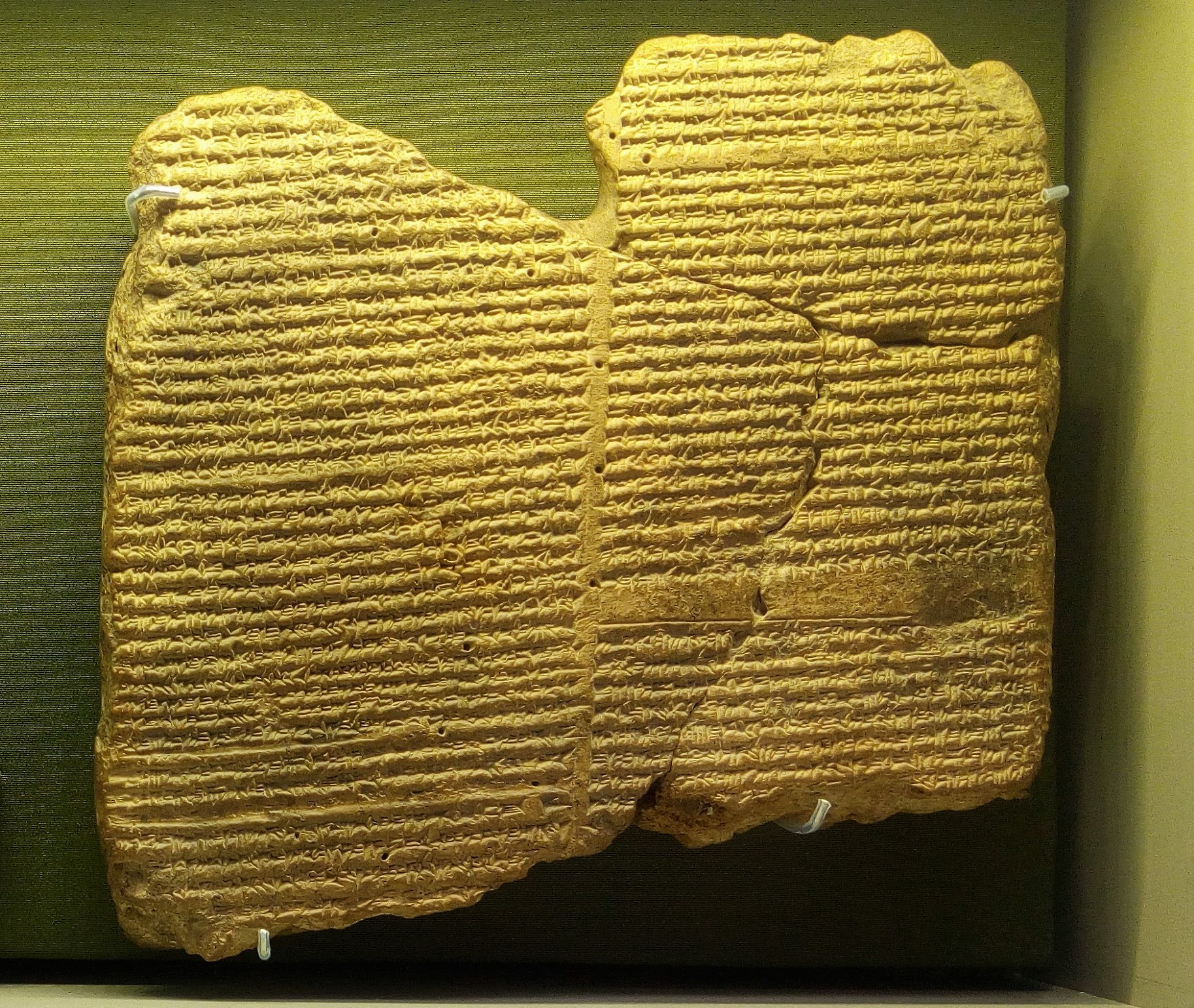
Copie d'une inscription royale autobiographique, rapportant les vastes connaissances qui auraient été acquises par Assurbanipal.

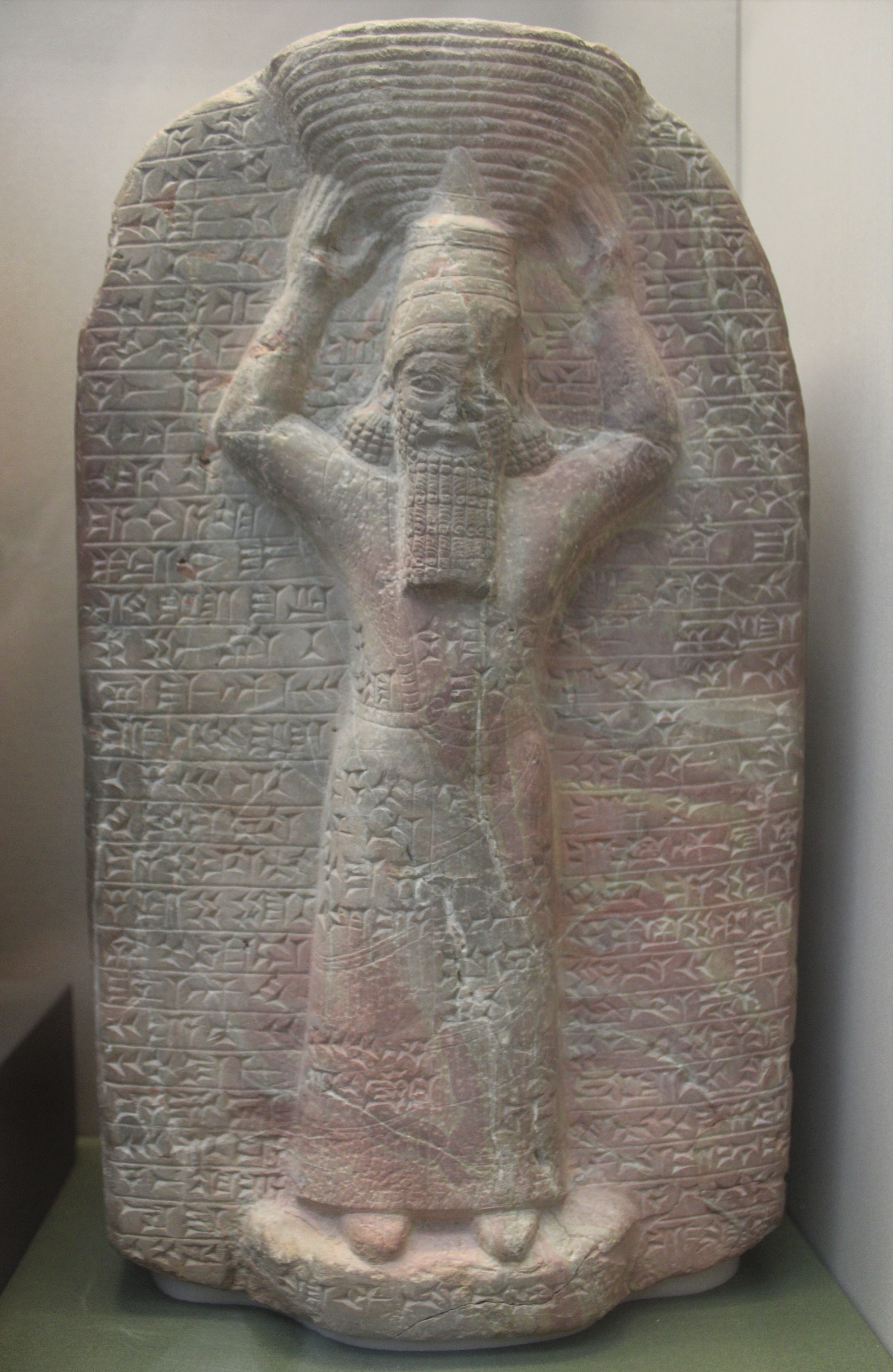
Assurbanipal, roi d'Assyrie de -669 à -631

Pendant son règne, la renommée assyrienne ne fut pas seulement due à sa puissance militaire, mais aussi à sa culture et à son art. Assurbanipal fonda à Ninive, sa capitale, une bibliothèque dans laquelle il recueillit plus de 20 000 tablettes, soit l'ensemble de la littérature cunéiforme disponible à son époque, créant ainsi la première « bibliothèque » (en tant que rassemblement organisé et systématique, par opposition à une archive, constituée d'un simple dépôt de documents successifs). 
Les tablettes de la bibliothèque de Ninive comprennent notamment la source la plus complète de l'épopée mésopotamienne de Gilgamesh. D'autres séries de tablettes constituent un dictionnaire sumérien-akkadien. On y trouve  également des textes traitant d'astronomie et d'astrologie. Cependant, la plupart des tablettes (qui se trouvent presque toutes au British Museum de Londres) sont des textes de « prédictions » qui permettaient aux scribes de reconnaître le sens des présages.

Assurbanipal se flattait de maîtriser l'art d'écrire. Une des tablettes qu'il a copiées porte le colophon suivant : 

« Écrit et collationné en conformité avec son antique modèle. Moi, Assurbanipal, roi de l'univers, roi d'Assyrie, à qui le dieu Nabu et son épouse ont accordé une compréhension aiguisée et la capacité mentale de saisir la lumineuse essence de l'écriture, chose qu'aucun des rois qui me précédèrent ne comprit jamais, j'ai écrit sur les tablettes le savoir de Nabu, la compétence dans les signes cunéiformes et je les ai vérifiés. Je les ai déposées pour la postérité dans la bibliothèque du temple de mon seigneur Nabu, le grand seigneur, qui se trouve à Ninive pour m'accompagner, garder mon âme et me protéger de la maladie et maintenir fermes les fondements de mon trône. Ô Nabu, regarde avec satisfaction et bénis pour toujours ma royauté. Lorsque j'arriverai vers toi, prête-moi ton attention. Si je passe par ton temple, protège mes pas. Et si ce travail est déposé dans ton temple et placé devant toi, contemple-le et regarde-moi favorablement. »

## Postérité

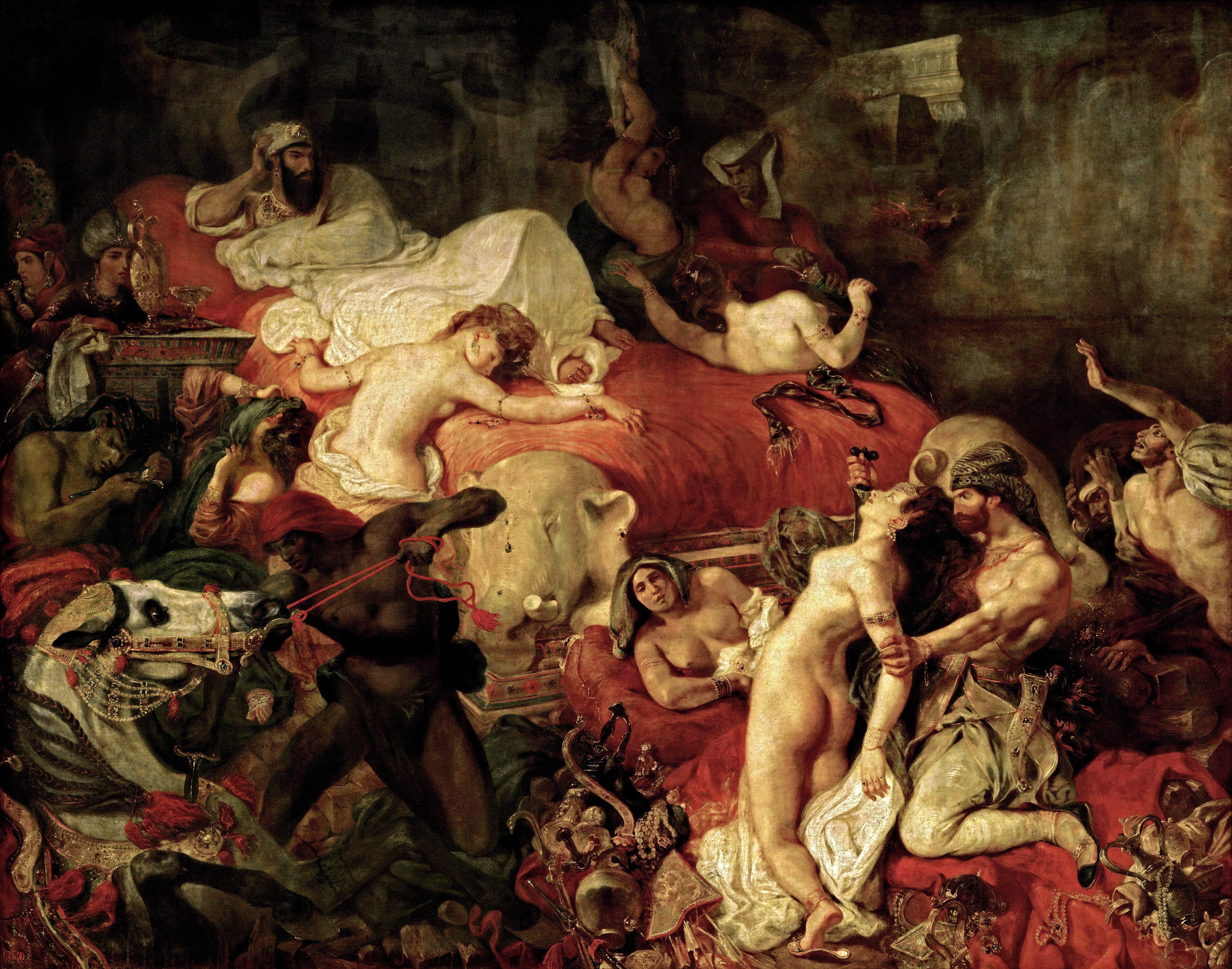
Delacroix, La Mort de Sardanapale, 1827.

Sardanapale a été représenté, d'abord par les Grecs, comme un roi débauché et efféminé. Ctésias de Cnide (vers 400 av. J.-C.), médecin à la cour des rois perses, a été le premier à faire ce portrait du dernier roi assyrien : 
À l'époque d'Alexandre le Grand, il se disait qu'on lui avait élevé, sur son tombeau, la statue d'un danseur ivre, accompagnée de cette inscription qu’il aurait composée lui-même :
« Passant, mange, bois, divertis-toi ; tout le reste n’est rien. »
Ces deux vers reprennent la même idée :
« Je n’ai fait que manger, boire et m’amuser bien,
Et j’ai toujours compté tout le reste pour rien. »
Sa légende a particulièrement inspiré écrivains et artistes à l'époque romantique : 
- Sardanapale, un drame de Lord Byron (1821).
- La Mort de Sardanapale, tableau d'Eugène Delacroix, peint en 1827, actuellement conservé au musée du Louvre.
- La Mort de Sardapanale, cantate composée par Hector Berlioz pour son prix de Rome (1830)

### Jeux vidéo
- Assurbanipal est le dirigeant de l'Assyrie dans le jeu vidéo Civilization V: Brave New World par Firaxis Games.

### Sources
- (de) R. Borger, Beiträge zum Inschriftenwerk Assurbanipals, Die Prismenklasse, Wiesbaden, 1996
- (en) S. Parpola, Letters from Assyrian Scholars to the Kings Esarhaddon and Assurbanipal, 2 vol., AOAT 5, 1993
- Philippe Talon, Annales assyriennes : d'Assurnasirpal II à Assurbanipal, Fernelmont, E.M.E., coll. « Nouvelles Études Orientales », 2011 (2 vol.)
- (en) Jamie Novotny et Joshua Jeffers, The Royal Inscriptions of Ashurbanipal (668–631 BC), Aššur-etel-ilāni (630–627 BC), and Sîn-šarra-iškun (626–612 BC), Kings of Assyria, Part 1, vol. 5/1, University Park, Eisenbrauns, coll. « Royal Inscriptions of the Neo-Assyrian Period », 2018
- (en) Jamie Novotny et Joshua Jeffers, The Royal Inscriptions of Ashurbanipal (668–631 BC), Aššur-etel-ilāni (630–627 BC), and Sîn-šarra-iškun (626–612 BC), Kings of Assyria, Part 2, vol. 5/2, University Park, Eisenbrauns, coll. « Royal Inscriptions of the Neo-Assyrian Period », 2023

### Assyrie
- Bertrand Lafont, Aline Tenu, Philippe Clancier et Francis Joannès, Mésopotamie : De Gilgamesh à Artaban (3300-120 av. J.-C.), Paris, Belin, coll. « Mondes anciens », 2017
- (en) Karen Radner, Ancient Assyria : A Very Short Introduction, Oxford, Oxford University Press, 2015
- (en) Mario Liverani, Assyria : The Imperial Mission, Winona Lake, Eisenbrauns, 2017
- Francis Joannès, La Mésopotamie au Ier millénaire avant J.-C., Paris, Armand Colin, coll. « U », 2000
- (it) Frederick Mario Fales, L'impero assiro, storia e amministrazione (IX-VII secolo A.C.), Rome, Laterza, 2001
- Frederick Mario Fales, Guerre et paix en Assyrie : Religion et impérialisme, Paris, Le Cerf, 2010
- (en) Eckart Frahm (dir.), A Companion to Assyria, Malden, Wiley-Blackwell, 2017
  - (en) Eckart Frahm, « The Neo‐Assyrian Period (ca. 1000–609 BCE) », dans Eckart Frahm (dir.), A Companion to Assyria, Malden, Wiley-Blackwell, 2017, p. 161-208
- Josette Elayi, L'Empire assyrien : Histoire d'une grande civilisation de l'Antiquité, Paris, Perrin, 2021, 352 p. (ISBN 978-2-262-07667-2)
- (en) Eckart Frahm, Assyria : The Rise and Fall of the World's First Empire, Londres, Bloomsbury Publishing, 2023
- (en) Heather D. Baker, « The Assyrian Empire: A View from Within », dans Karen Radner, Nadine Moeller et Daniel T. Potts (dir.), The Oxford History of the Ancient Near East, Volume IV: The Age of Assyria, New York, Oxford University Press, 2023, p. 257-351

### Introductions biographiques
- (en) Andrew Kirk Grayson, « Assyria 668-635 B.C.: The Reign of Ashurbanipal », dans John Boardman et al. (dir.), The Cambridge Ancient History, volume III part 2: The Assyrian and Babylonian Empires and other States of the Near East, from the Eighth to the Sixth Centuries B.C., Cambridge, Cambridge University Press, 1991, p. 142-161
- (en) E. Weissert, J. Ruby et K. Radner, « Aššur-bāni-apli », dans Karen Radner (dir), Prosopography of the Neo-Assyrian empire, Helsinki, Helsinki University Press, 1998, p. 159-171
- Pierre Villard, « Aššurbanipal », dans Francis Joannès (dir.), Dictionnaire de la civilisation mésopotamienne, Paris, 2001, p. 102-105
- (en) Karen Radner, « Assurbanipal, king of Assyria (669-c.630) », sur Knowledge and Power, Higher Education Academy, 2012 (consulté le 1er novembre 2015)

### Études sur le règne d'Assurbanipal
- Pierre Villard, « L'éducation d'Assurbanipal », Ktèma, vol. 22,‎ 1997, p. 135-149 (lire en ligne).
- Daniel Arnaud, Assurbanipal, roi d'Assyrie, Paris, Fayard, 2007
- (en) Alaisdair Livingstone, « Ashurbanipal: literate or not? », Zeitschrift für Assyriologie, vol. 97,‎ 2007, p. 98-118
- (en) Gareth Brereton (dir.), I Am Ashurbanipal : King Of The World, King Of Assyria, Londres, Thames & Hudson et British Museum, 2018